# The Visitor (band)
The Visitor was een Friese newwaveband rond zanger-gitarist Ernst Langhout en drummer Bertus de Blaauw, die eind 1980 voortkwam uit Nighttime Visitor. Op dat moment stapten zangeres Baukje van der Feer, bassist Alex Boyd, en toetsenist Gerhard Wentink uit de groep. Enige tijd nadat zij waren vervangen door zangeres Marianne van de Brug en basgitarist Erik van den Muijzenberg werd de naam ingekort tot The Visitor.
Ook deze bezetting was geen lang leven beschoren, en in de zomer van 1981 werden Van de Brug en Van den Muijzenberg vervangen door gitarist Brian van Montfoort en bassist Tjeerd Folmer. De laatste maakte in 1984 plaats voor Wierd Duk. In deze bezetting maakte The Visitor twee albums voor het Friese Top Hole-label, met vrij gering succes. De groep bracht in eigen beheer compact cassettes uit, gaf in 1987 enkele optredens in Leningrad, en werd in 1988 opgeheven. Ook van het afscheidsconcert in Het Bolwerk te Sneek verscheen een album.
Op 11 september 1999 volgde een eenmalige reünie-optreden tijdens het Freeze festival te Leeuwarden.

## Discografie
- 1980 Visitor (onder de naam Nighttime Visitor)
- 1982 Eye of Madnness (single)
- 1982 Ecoline (compact cassette)
- 1983 Liquid and Crystalline (mini album)
- 1984 Transparent World (album)
- 1985 Black and Gold (compact cassette)
- 1987 This Rain Is Blood (album)
- 1988 Live Bolwerk (dubbelalbum)